# Liste der Baudenkmäler in Detmold-Mosebeck
Die Liste der Baudenkmäler in Detmold-Mosebeck enthält die denkmalgeschützten Bauwerke auf dem Gebiet von Detmold-Mosebeck in Nordrhein-Westfalen (Stand: September 2024). Diese Baudenkmäler sind in der Denkmalliste der Stadt Detmold eingetragen; Grundlage für die Aufnahme ist das Denkmalschutzgesetz Nordrhein-Westfalen (DSchG NRW).
| Bild                     | Bezeichnung                               | Lage                        | Beschreibung | Bauzeit | Eingetragen seit   | Denkmal- nummer |
| ------------------------ | ----------------------------------------- | --------------------------- | ------------ | ------- | ------------------ | --------------- |
| weitere Bilder           | spätklassizistischer Traufenbau           | An der Mosebecke 20 Karte   |              |         | 15. Mai 1985       | 081             |
| Vierständer-Fachwerkhaus | Vierständer-Fachwerkhaus                  | An der Mosebecke 1 Karte    |              | 1812    | 30. April 1987     | 217             |
| weitere Bilder           | Fachwerkbauernhaus                        | Barntruper Straße 209 Karte |              | 1753    | 3. Februar 1988    | 255             |
| weitere Bilder           | Wohn- und Gasthaus mit ehemaliger Scheune | Barntruper Straße 172 Karte |              | 1859    | 24. September 2007 | 631             |
| weitere Bilder           | ehem. Bauernhaus                          | An der Mosebecke 4 Karte    |              | 1678    | 23. November 2015  | 707             |

- Karte mit allen Koordinaten:
- OSM |
- WikiMap